# کورا سادوسکی
کورا سوزانا سادوسکی د گلدشتاین (زادهٔ ۲۳ مه ۱۹۴۰- درگذشت ۳ دسامبر ۲۰۱۰) یک ریاضی‌دان آرژانتینی و استاد ریاضیات در دانشگاه هاوارد بود.

## اوایل زندگی و تحصیل
سادوسکی در ۲۳ مه ۱۹۴۰ در بوئنوس آیرس به دنیا آمد. پدر و مادر او مانوئل سادوسکی و کورا راتو دِ سادوسکی بودند آنها نیز هر دو ریاضیدان بودند. او در ۶ سالگی به همراه پدر و مادرش به فرانسه و سپس به ایتالیا مهاجرت کرد.
سادوسکی کالج را در سن ۱۵ سالگی در دانشکده علوم دانشگاه بوئنوس آیرس آغاز کرد و در سال ۱۹۶۰ مدرک لیسانس خود را دریافت کرد. او مدرک دکترای خود را در دانشگاه شیکاگو در سال ۱۹۶۵ به دست آورد.

## جوایز
او به عنوان استاد برجسته زنان (VPW) در علم و فناوری از بنیاد ملی علوم (NSF) در بین سال‌های ۱۹۸۳ تا ۱۹۸۴ منصوب شد و این دوره را در مؤسسه مطالعات پیشرفته گذراند. او دومین مقام VPW را در سال ۱۹۹۵ دریافت کرد که به عنوان استاد برجسته آن دوره را در دانشگاه کالیفرنیا در برکلی گذراند. او جایزه پیشرفت شغلی را از NSF در سال‌های ۱۹۸۷ دریافت کرد که به او اجازه می‌داد تا آن سال را به عنوان عضوی از برنامه تحلیل کلاسیک در مؤسسه تحقیقاتی علوم ریاضی (MSRI) بگذراند، جایی که او بعداً به عنوان استاد پژوهشی نیز در آنجا مشغول به کار شد.
او به عنوان رئیس انجمن زنان در ریاضیات (AWM) در بین سال‌های ۱۹۹۳ تا ۱۹۹۵ فعالیت کرد. در انجمن زنان در ریاضی جایزه‌ای به نام او وجود دارد که به آن جایزه سادوسکی می‌گویند و به افتخار او اینچنین نامگذاری شده است.

## حرفه
سادوسکی بعد از دریافت مدرک دکترا، به آرژانتین بازگشت. او در دانشگاه بوئنوس آیرس با درجه استادیار ریاضیات به فعالیت مشغول شد. سادوسکی در سال ۱۹۶۶، برای اعتراض به حمله پلیس به دانشکده علوم، به همراه ۴۰۰ عضو هیئت علمی دانشکده از سمت خود استعفا داد. او یک ترم در دانشگاه ملی اروگوئه تدریس کرد و سپس استادیار دانشگاه جان هاپکینز شد. او در سال ۱۹۶۸ به آرژانتین بازگشت اما نتوانست یک موقعیت علمی در آنجا به دست آورد و در عوض به عنوان مترجم فنی و ویراستار مشغول به کار شد.
در سال ۱۹۷۴، به دلیل آزار و اذیت سیاسی، سادوسکی آرژانتین را ترک کرد و به کاراکاس نقل مکان کرد تا به هیئت علمی دانشگاه مرکزی ونزوئلا بپیوندد. در این زمان او یک مقاله در مورد ریاضیات نوشت و موضوع آن مقاله «درون یابی عملگرها و انتگرال‌های مفرد: مقدمه‌ای بر تجزیه و تحلیل هارمونیک» بود، که این مقاله در سال ۱۹۷۹ در ایالات متحده منتشر شد. او سال تحصیلی ۱۹۷۸ تا ۱۹۷۹ را در موسسه مطالعات پیشرفته در پرینستون، نیوجرسی گذراند. در سال ۱۹۸۰ او دانشیار دانشگاه هوارد شد. پس از گذراندن یک سال به عنوان استاد برجسته در دانشگاه بوئنوس آیرس، او در سال ۱۹۸۵ به عنوان استاد تمام به دانشگاه هوارد بازگشت. از سال ۱۹۹۵ تا ۱۹۹۷، او به عنوان عضو شورای انجمن ریاضی آمریکا خدمت کرد.

## پژوهش‌ها
تحقیقات سادوسکی در زمینه تحلیل، به ویژه تحلیل فوریه و نظریه عملگرها بود. تز دکترای سادوسکی در مورد انتگرال‌های سهموی منفرد بود که زیر نظر آلبرتو پدرو کالدرون و آنتونی زیگموند نوشته شد.
سادوسکی به همراه میشا کوتلار بیش از ۳۰ مقاله به عنوان بخشی از یک برنامه تحقیقاتی مشترک نوشت. تحقیقات آن‌ها شامل کار بر روی نظریه گشتاورها و تئوری لیفتینگ، فرم‌های تاپلیتز، عملگرهای هانکل و سیستم‌های پراکندگی و همچنین کاربردهای آن‌ها با استفاده از نابرابری‌های هنجار وزنی و توابع نوسان میانگین محدود بود.
علاوه بر موضوعات فوق، سادوسکی به‌طور گسترده در مورد تجزیه و تحلیل هارمونیک، به ویژه تحلیل هارمونیک در فضای اقلیدسی، تبدیل هیلبرت، و سایر موضوعات مرتبط با تکنیک‌های پراکندگی و لیفتینگ مطالب می‌نوشت.